# Linképítés
A linképítés keresőoptimalizálási (SEO, Search Engine Optimalization) részfolyamat, melynek célja, hogy az adott weboldalra minél több és erősebb külső hivatkozás vezessen, ezáltal a weboldal látogatottsága – és az adott szolgáltatás iránt érdeklődők, azt igénybe vevők száma – növekedjék.

## Története
A linképítés története gyakorlatilag a Google PageRank (PR) bevezetésével kezdődött meg 1998-ban. Közel egy évtizedig ez volt a legfontosabb SEO-mutató. Működése igen egyszerű, azok az oldalak rendelkeztek nagy PR-értékkel, amelyekre minél több, minél nagyobb PR-értékű oldal linkelt. Sokáig ez a tényező határozta meg elsősorban, hogy az adott weboldalt a keresők milyen pozícióba sorolják, így megjelenésével együtt jött létre a linképítés piaca is.
A PageRank mellett a másik nagy újítás, amely szintén a Google-től származott, hogy a horgonyszövegekben (anchor text), azaz a linkre rakott szövegekben található kulcsszavakat eltárolta a kereső, és ezt figyelembe is vette a kereséseknél. Ezért a horgonyszövegek is jelentős szerepet játszottak a linképítéskor nem csak a SEO korai időszakában, de egészen a kétezres évek első évtizedének végéig. Ezt a technikát sokszor használták úgy, hogy kommentekkel spammelték tele a különböző blogokat, fórumokat minél nagyobb számú hivatkozás generálására törekedve. Napjainkra már fontosabb szempont az, hogy a link egy hosszabb, legalább néhány száz karakter hosszú, releváns szövegben kapjon helyet.
Ekkortájt kezdtek teret hódítani a reciprokális linkek, azaz a kölcsönös egymásra hivatkozás gyakorlata is. Mivel az egy oldalra mutató linkek száma volt a legmeghatározóbb szempont, a SEO-t végző webmesterek minden lehetőséget megragadtak saját weboldaluk linkjének terjesztésére.
A Google néhány éve már szűri, sőt akár bünteti is a linkkatalógusokban szereplő oldalakat, mivel sokáig bevett gyakorlat volt, hogy egyes webhelyeken több száz hivatkozást tartalmazó oldalakat hoztak létre linképítés céljából. Ez nem csak a reciprokális linkek esetében vált népszerű megoldássá, mivel sokan felfedezték a benne rejlő pénzkereseti lehetőséget. Ez ellentétes a keresők törekvésével, mely szerint a felhasználó számára értékes tartalmakat sorolják az első találati oldalakra. Számtalan linkkatalógus, linkfarm jött létre, fizetős és ingyenes változatok egyaránt, melyekbe a webmesterek beküldhették saját hivatkozásaikat, így növelve azok értékét.
Ezek a módszerek akkor váltak végleg nemcsak feleslegessé, de egyenesen károssá is, amikor a Google 2012. április 4-én bevezette Pingvin nevű algoritmusát. Ennek célja az úgynevezett „black hat”, azaz spamjellegű SEO-technikák visszaszorítása volt. A Pingvin és más hasonló algoritmusok révén a linképítésben használt sok korábbi technika használhatatlanná vált. Ennek oka vagy az, hogy hatástalanná vált, mivel a kereső nem veszi figyelembe – legalábbis nem nagy súllyal – az adott hivatkozásokat, más esetekben pedig az oldalt bünteti is, ha úgy véli, hogy hasonló módszereket alkalmaz. A büntetés többféle lehet, például a PageRank-érték csökkentése, az oldal hátrasorolása a találati listában vagy végső esetben annak törlése, kizárása az indexből.

## Linkek típusai

### Reciprokális linkek
Reciprokális linknek két webhely közötti kölcsönös hivatkozást nevezünk, melynek célja a kétirányú forgalomgenerálás. Minél nagyobb bizalmi indexszel rendelkező, minőségi weboldalon jelenik meg a hivatkozás, értéke annál nagyobb.
Elterjedt gyakorlat, hogy a weboldalak üzemeltetői különböző linképítő katalógusokba, adatbázisokba regisztrálják oldalaikat, ez azonban mára kevésbé hatékony, a szakemberek által nem javasolt megoldás. A Google éppen az ehhez hasonló mesterséges linképítés visszaszorítás céljából vezette be 2012-ben a Pingvin algoritmust, amely a mesterséges linképítésre alapozó weboldalakat hátrébb sorolja a keresési találatok között, büntetéssel sújtja azokat. Mivel hasonló szűrést azóta több internetes kereső esetében is bevezettek, a reciprokális linkek jelentősége a linképítésben az elmúlt években megnőtt.

### Forráslink
A forráslink egy olyan hivatkozáskategória, amely egy- vagy kétirányú is lehet. A forráslinkek napjainkban fontos részét képezik a SEO-folyamatnak, mivel a legtöbb kereső a releváns, magas bizalommal rendelkező, korosabb weboldalakról származó hivatkozásokat részesíti előnyben. A SEO szempontjából hasznos forráslinkek jellemzője, hogy rendszeresen látogatott, magas PageRank-értékkel rendelkező weboldalakról származnak, valamint hogy önmagában is értékes, hasznos tartalom részét képezik.
Hogy a linkek minél erősebbek legyenek, természetes környezetben kell elhelyezni őket. A linkek és az egyszerű szöveg arányának az oldalon megfelelőnek kell lennie, tehát egy egyszerű linkgyűjtemény alkalmazása, de a rövid, esetleg nem releváns leírások is kerülendőek. Fontos, hogy a link ne szerepeljen túl nagy gyakorisággal egy helyen, és hogy minél nagyobb bizalmi indexszel rendelkező, a keresők által minőséginek ítélt oldalakon szerepeljen. Arra is érdemes odafigyelni, hogy ne csak maga a főoldal, de az aloldalak is hasonló arányban szerepeljenek a hivatkozások között. Emellett célszerű a linképítést kézi műveletekkel, nem pedig scriptek, programok segítségével végezni.

### Fórumok, blogok
Régebben elterjedt technika volt az is, hogy egy-egy linket bizonyos fórumokon aktív hozzászólók aláírásában szerepeltettek, így nagyszámú megjelenést generálva, napjainkban azonban a keresőmotorok az ilyen típusú linképítést már a linkgyűjtő oldalakhoz hasonlóan képesek szűrni. Így bár a keresőtalálati pozícióra nem feltétlenül van pozitív hatással, látogatottságot azonban generálhat ez a megoldás.
Hasonló megoldás a linkek hozzászólásokban való szerepeltetése például blogbejegyzések alatt. Előnyei és hátrányai ennek a megoldásnak a fórumozók aláírásaiban szerepeltetett linkekéhez hasonlóak. A blogbejegyzésekben történő hivatkozás ugyanakkor, ha a blog megfelelő bizalmi indexszel rendelkezik, segíthet a linképítésben.

### Social bookmarking
Magyarul közösségi könyvjelzős oldalaknak nevezzük az ilyen típusú gyűjtőoldalakat, de általában eredeti angol elnevezésük használatos. Lényegében egyfajta linkgyűjtő oldalról van szó, ahová a felhasználók küldenek be érdekesnek vélt hivatkozásokat azért, hogy másokkal megosszák azokat. Bár a keresőmotorok leginkább gyenge hivatkozásokként veszik figyelembe az ilyen típusú linkeket, kétségtelen, hogy felismerik őket, tehát mégiscsak pozitív hatással rendelkeznek, még ha más megoldásokkal ellentétben minimálissal is.

### PR-cikkek
A pr-cikk a marketingben hagyományosan a vállalkozás public relations tevékenységének része, és jellemzően ingyenesen megjelenő anyag. A linképítésben viszont PR-cikknek nevezik azokat az átlagos katalógusleírásoknál hosszabb, jellemzően legalább egyflekkes, a felhasználó számára is értékes tartalmat, amely célja értékes linkerőt képviselő, dofollow link megjelenítése. A rel=”nofollow” egy olyan címke, amely egy linkhez adódik, és a keresőmotoroknak szól: “Ne tekintse ezt a linket jóváhagyásnak.”
A Google webspam-ellenes algoritmusának finomodásával egyre nagyobb szerepet kapnak az ilyen linkek, melyeket jellemzően koros doménen elhelyezett, organikus linkprofilú oldalakon helyeznek el.

### Prémium linképítés
A prémium linképítés a magyar SEO szakmában átfedésben van több, fent említett fogalommal. A prémium linképítés jelentése nincs pontosan meghatározva, a szakma olyan linképítés ért rajta, ahol a hivatkozást elhelyező weboldalra igazak a következő állítások:
- hosszabb, legalább több éves múlttal rendelkezik
- jó minőségű, egyedi tartalom van rajta
- rendelkezik organikus, a Google felől érkező forgalommal, ezáltal valódi olvasói vannak
- kinézete reszponzív, tökéletesen jelenik meg a mobil eszközökön
- felépítése ergonomikus, és nincsen zavaró módon tele tűzdelve reklámokkal

Prémium linképítés végezhető hírportálokon, de direkt erre a célra újra regisztrált, már lejárt domain neveken. Utóbbi esetben a SEO szakember feladata, hogy a régi, de azóta megszűnt weboldalra az interneten még meglévő linkekből érkező forgalmat megtartsa, és valódi olvasókká konvertálja. Egyes esetekben előfordulhat, hogy a nagyobb hírportálokra kitett linkek nem számítanak prémiumnak, ilyen eset lehet például az adott portál fórumjának linkspamje, illetve archív cikkekbe történő utólagos linkelhelyezés.
A prémium link általában drágább, mint a kevésbé minőségi weboldalakra kihelyezett hivatkozások. De a prémium linképítés nem kizárólag fizetős módszereket takarhat, mivel vendégblogolással, barterrel vagy a kapcsolati hálót felhasználva is lehet ilyen értékes hivatkozásokat szerezni.

## Fontosabb fogalmak

### Látogatottság
A SEO és ezen belül a linképítés célja alapvetően egy adott webhely forgalmának, látogatottságának növelése. Ez a minél több, minőségi forrásnak tekintett honlapon történő hivatkozással, illetve közvetetten az ezek által a keresőkben elért jobb találati pozíción keresztül valósítható meg.
A keresőmotorok számos tényezőt vesznek figyelembe annak megállapításkor, hogy mekkora egy weboldal bizalmi indexe. Az egyik ilyen a látogatottság – a legjobb, ha az oldal hosszú időn keresztül stabil, lehetőleg minél magasabb látogatottsággal rendelkezik, tehát van aktív látogatói tábora.
A megfelelő SEO segítségével nem csak egyszerűen a látogatók száma növelhető, a cél a hasznos látogatások elősegítése, tehát hogy az oldalt minél több olyan érdeklődő találja meg, akit kifejezetten annak témája érdekel, tehát potenciális vásárló.

### Bizalmi index
A bizalmi index, vagyis TrustRank több másik tényezőből tevődik össze. Ez az, ami alapján a keresőmotorok megállapítják, milyen minőségű egy-egy link és weboldal. Ahhoz, hogy magas legyen egy weboldal bizalmi indexe, szükséges például, hogy megfelelően koros legyen, tartalma állandó és lehetőleg hasonló tematikájú legyen működése ideje alatt, rendelkezzen állandó látogatottsággal, ne tartalmazzon halott hivatkozásokat. Az ilyen oldalak hivatkozásait a keresők is minőségi linknek értékelik, míg a linképítő katalógusok duplikált hivatkozásait napjainkban már kiszűrik, hátrasorolják.

### PageRank
Többek között a tényező határozza meg, hogy a keresőmotor milyen pozícióba sorol egy adott weboldalt. A fogalmat magát a Google vezette be, két alapítója, Larry Page és Sergey Brin dolgozták ki 1998-ban.
A felhasználók számára a PageRank egy 1 és 10 közötti értéket jelent, a valós algoritmus azonban ennél bonyolultabb módon tesz különbséget az oldalak között. A PR valódi értéke egy nem egész szám, amely következőképpen alakul:
0/10 —> 0,15 – 0,9

1/10 —> 0,9 – 5,4

2/10 —> 5,4 – 32,4

3/10 —> 32,4 – 194,4

4/10 —> 194,4 – 1166,4

5/10 —> 1166,4 – 6998,4

6/10 —> 6998,4 – 41 990,4

7/10 —> 41 990,4 – 251 942,4

8/10 —> 251 942,4 – 1 511 654,4

9/10 —> 1 511 654,4 – 9 069 926,4

10/10 —> 9 069 926,4 –
Értékét egy bonyolult képlet segítségével számolják ki. Leegyszerűsítve egy weboldal annál magasabb PR-értékkel rendelkezik, minél több magas minőségű – tehát szintén magas PR-értékkel rendelkező weboldalon elhelyezett – link mutat rá.
A Pagerank-érték kiderítése számos különféle módon lehetséges. Léteznek kifejezetten erre szolgáló honlapok, illetve olyan kódok, amelyek a honlap forráskódjába építve kijelzik az aktuális PR-értéket. Léteznek böngészőkbe telepíthető pluginek is, amelyek ugyanezt a célt szolgálják.

### Kor
A bizalmi index és a PageRank megállapításánál számít többek között az is, hogy milyen koros az adott weboldal, melyen egy hivatkozás megjelenik. Fontos, hogy az oldal működése folyamatos legyen, ha tehát csak a domén él, de nem található tartalom a webhelyen, a keresőmotor kevésbé minőségi oldalként osztályozza. Ha azonban évekre visszamenőleg állandóan, megszakítás nélkül rendelkezik az oldal tartalommal, az a minőség meghatározásakor pozitív tényezőként jelenik meg.

### Domain Authority
A Domain Authority (DA) az egyik olyan metrika, amelyet a Moz nevű vállalat fejlesztett ki a webhelyek online hitelességének és szakértelmének meghatározására. A Domain Authority egy skála, amely 0-től 100-ig terjed, és azt méri, hogy egy adott domain (webhely) mennyire valószínű, hogy jó pozícióban szerepel a keresőmotorok találati listáján. A Domain Authority értékét számos tényező befolyásolja, például a webhely minősége, a tartalmi frissesség, a linkek minősége és mennyisége, valamint más SEO (keresőoptimalizálás) tényezők.
Minél magasabb a Domain Authority, annál nagyobb valószínűséggel jelenik meg a webhely magasabb pozícióban a keresőmotorok találati listáján, ami javíthatja az organikus forgalmat. Fontos megjegyezni, hogy a Domain Authority csak egy azonosító eszköz, és nem egyenesen a keresési rangsorolásra utaló tényező. Más keresőmotorok más algoritmusokat használnak a rangsorolásra, és számos más tényező is számít a találati listán való helyezkedésnél.

## Fordítás
- Ez a szócikk részben vagy egészben a Link building című angol Wikipédia-szócikk ezen változatának fordításán alapul.  Az eredeti cikk szerkesztőit annak laptörténete sorolja fel. Ez a jelzés csupán a megfogalmazás eredetét és a szerzői jogokat jelzi, nem szolgál a cikkben szereplő információk forrásmegjelöléseként.